# تلم أمام المركزي
لتلم أمام المركزي يمتد التلم أمام المركزي أمام التلم المركزي وبشكلٍ موازٍ له. (هذا التلم هو أحد الأتلام البارزة على سطح الدماغ البشري).
يفصل التلم أمام المركزي التلافيف الجبهية العلوية والمتوسط والسفلية عن التلفيف أمام المركزي. في معظم الأدمغة، يقسم التلم أمام المركزي إلى قسمين:
- التلم أمام المركزي السفلي
- والتلم أمام المركزي العلوي.

ومع ذلك، قد يقسم التلم أمام المركزي أحياناً إلى ثلاثة أقسام أو قد يكون تلماً واحداً مستمراً.      

## صور

موقع التلم أمام المركزي (يظهر بالأحمر).
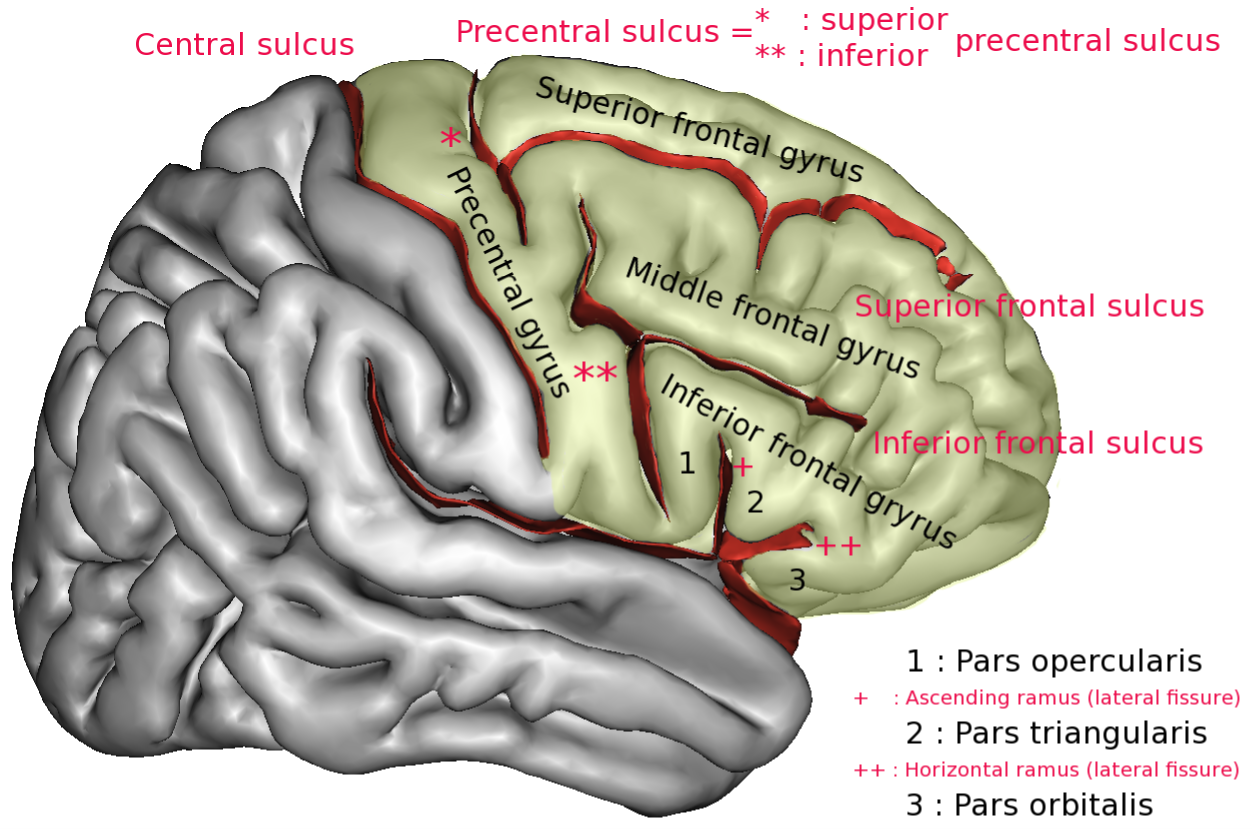
السطح الجانبي الأيمن للفص الجبهي وقد علم على التلم أمام المركزي بـ * و **.
- فيديو مقطع في الدماغ البشري (29 ثانية). يظهر موقع التلم أمام المركزي.